# Велишев (гмина)
Велишев (пол. Wieliszew) — сельская гмина (уезд) в Польше, входит как административная единица в Легионовский повет, Мазовецкое воеводство. Население — 8268 человек (на 2004 год).

## Демография
| Перепись                       | Всего   | Всего | Женщины | Женщины | Мужчины | Мужчины |
| ------------------------------ | ------- | ----- | ------- | ------- | ------- | ------- |
| Единицы                        | человек | %     | человек | %       | человек | %       |
| Население                      | 8268    | 100   | 4167    | 50,4    | 4101    | 49,6    |
| Плотность населения (чел./км²) | 80,9    | 80,9  | 40,8    | 40,8    | 40,1    | 40,1    |

## Поселения
1. Гура
2. Янувек-Первши
3. Калушин
4. Коморница
5. Крубин
6. Лайски
7. Ольшевница-Нова
8. Ольшевница-Стара
9. Поддембе
10. Понятув
11. Сикоры
12. Скшешев
13. Тополина
14. Велишев

## Соседние гмины
1. Гмина Яблонна
2. Легионово
3. Гмина Непорент
4. Новы-Двур-Мазовецки
5. Гмина Помехувек
6. Гмина Сероцк